# Мышеловка (альбом)
«Мышеловка» (укр. Мишоловка) — третій офіційний альбом омського музиканта Єгора Лєтова в рамках гурту «Гражданская оборона» в жанрі панк-рок. Випущений в 1987 році, був перевиданий в 1996 році лейблом «Хор» і в 2006 році лейблом «Мистерия звука» разом з бонус-треками з раніше невиданих варіантів пісень. Перший альбом з циклу 1987 року. Як і у всіх інших альбомах серії, Єгор Лєтов поодинці грає на всіх інструментах. «Мышеловка» міститься в зведенні «100 магнітоальбомів радянського року» журналіста Олександра Кушніра.

## Історія
У 1987 році Єгор Лєтов через проблеми з владою опинився фактично в повній ізоляції. Розуміючи, що підтримки з боку не буде, він вчиться грати на всіх інструментах сам. Єдині, хто допоміг йому, були гурт «Пік Клаксон» (брати Олег і Євген Ліщенко). Вони надали йому звукозаписну апаратуру (окрім магнітофона «Олимп-003», наданого Дмитром Логачовим) і музичні інструменти. У травні 1987 Єгор Лєтов приступає до запису альбомів. До альбому «Мышеловка» увійшли пісні 1984–1986 років. Згодом Лєтов назве цей альбом першим своїм вдалим записом, повністю «незалежним» альбомом, кращим альбомом на момент запису «Армагеддон-Попс», «наївним, але дуже живим». 
Пам'ятаю, що коли я його закінчив, звів і врубав на повну катушку — то почав самим шаленим чином стрибати по кімнаті до стелі і кричати від радощів і гордості. Я відчув натуральний тріумф.— Єгор Лєтов. Офіційна альбомографія ГрОб-Records.

### Запис альбому
Запис вівся методом накладення. Спочатку Лєтов записував ударні, потім ритм-гітару і бас. Наприкінці записувався голос одночасно з гітарними соло. Для того, щоби зафіксувати на плівку складну барабанну партію, Лєтов записував її на дев'яту швидкість і грав в два рази повільніше необхідного темпу. Потім магнітофон переключався на 19-ю швидкість. В результаті ударні звучали в більш швидкому темпі, відповідним швидкості композиції. Із застосуванням таких же засобів будуть записані наступні альбоми цього року: «Хорошо!!», «Тоталитаризм», «Некрофилия» и «Красный альбом».

## Список композицій
Автор усіх пісень — Єгор Лєтов, за винятком «Красное знамя», зміненої версії пісні, написаної Вадимом Семерніном.
| Перевидання 2006 року | Перевидання 2006 року | Перевидання 2006 року |
| #                     | Назва                 | Тривалість            |
| --------------------- | --------------------- | --------------------- |
| 1.                    | «Так же как раньше»   | 0:14                  |
| 2.                    | «Он увидел солнце»    | 3:38                  |
| 3.                    | «Пластилин»           | 2:28                  |
| 4.                    | «Следы на снегу»      | 2:16                  |
| 5.                    | «Умереть молодым»     | 1:45                  |
| 6.                    | «Дитё»                | 2:42                  |
| 7.                    | «Жёлтая пресса»       | 2:16                  |
| 8.                    | «Иван Говнов»         | 1:45                  |
| 9.                    | «Дезертир»            | 2:35                  |
| 10.                   | «ЦК»                  | 1:59                  |
| 11.                   | «Бред»                | 2:13                  |
| 12.                   | «Мимикрия»            | 1:32                  |
| 13.                   | «Слепое бельмо»       | 2:17                  |
| 14.                   | «Пошли вы все на х*й» | 2:37                  |
| 15.                   | «Мышеловка»           | 0:57                  |

| Бонус-треки на перевиданні 2006 | Бонус-треки на перевиданні 2006  | Бонус-треки на перевиданні 2006 |
| #                               | Назва                            | Тривалість                      |
| ------------------------------- | -------------------------------- | ------------------------------- |
| 16.                             | «Хороший автобус»                | 2:31                            |
| 17.                             | «Хорошо!»                        | 1:47                            |
| 18.                             | «Красное знамя»                  | 2:03                            |
| 19.                             | «Кровавое лето»                  | 0:05                            |
| 20.                             | «Здравствуй, Чёрный понедельник» | 2:17                            |
| 21.                             | «Скоро настанет совсем»          | 2:10                            |

## Додаткова інформація
- Документальний фільм Володимира Козлова про сибірський панк «Сліди на снігу[ru]» названий в честь пісні з цього альбому.